# محمد أودو
محمد أودو غولاني (بالفرنسية: Mohamed Aoudou)‏ (مواليد 30 نوفمبر 1989 في أبلاهوي) لاعب كرة قدم بنيني دولي يجيد اللعب في خط الهجوم . لعب سابقاً لصالح نادي النهضة السعودي .

## روابط خارجية
- محمد أودو على موقع الاتحاد الدولي (مؤرشف)  (الإنجليزية)
- محمد أودو على موقع قاعدة بيانات كرة القدم.إي يو (الإنجليزية)
- محمد أودو على موقع ناشيونال فوتبول تيمز (الإنجليزية)
- محمد أودو على موقع Soccerway.com (الإنجليزية)
- محمد أودو على موقع كووورة